# Хайме Пас Самора
Хайме Пас Самора (нар. 15 квітня 1939) — болівійський політичний діяч, президент країни з 1989 до 1993 року. Також займав пост віце-президента у 1982–1984.

## Заснування ЛРР та союз із Сілесом Суасо
Хайме Пас (троюрідний брат чотириразового президента Болівії Віктора Паса Естенсоро) навчався у Бельгії і став палким прибічником лівих ідей. Був вигнаний з країни диктатором Гуго Бансером, 1971 у Чилі став співзасновником Лівого революційного руху (Movimiento de Izquierda Revolucionaria, MIR), який первинно був членом Соцінтерну. Після повернення на батьківщину 1978, ЛРР Паса посилив зв'язки з Революційним націоналістичним рухом колишнього президента Ернана Сілеса. Результатом стало формування Народного демократичного союзу (НДС).

## Вибори 1978 та 1979 років
НДС брав участь у червневих виборах 1978 року на чолі з Сілесом Суасо та за всіма показниками здобули більшість голосів. Результати голосування, втім, було анульовано у зв'язку з численними фальсифікаціями з боку офіційного кандидата влади Хуана Переди. Нові вибори було проведено 1979 року. На цих виборах НДС також зазнав поразки, не набравши абсолютної більшості голосів. Таким чином, право обрання президента перейшло до Конгресу. На диво, Конгрес не зміг визначитись однозначно на корить жодного кандидата. Зрештою, Конгрес проголосив тимчасовим президентом голову Сенату Вальтера Гевару, який мав організувати й провести нові вибори 1980 року.

## Віце-президент (1982—1985)
Після приходу до влади генерала Луїса Гарсіа Меси Пас був змушений залишити країну, але повернувся 1982 року, коли військові експерименти себе вичерпали, а економіка Болівії була на межі краху. У жовтні 1982 року було визнано результати виборів 1980 року, на яких перемогу здобув Ернан Сілес. Хайме Пас став віце-президентом в уряді останнього. Економічна ситуація була вкрай скрутною, окрім того країна страждала на гіперінфляцію. Сілес із великими труднощами контролював ситуацію. Він мав цілковиту підтримку з боку політичних партій та окремих депутатів Конгресу, які втомились від тривалих років диктаторського військового режиму. Втім, профспілки на чолі з Хуаном Лечіном паралізували роботу уряду постійними страйками та акціями протесту. У той момент Пас вирішив дистанціюватись від Сілеса (1984), залишивши останнього напризволяще, коли популярність президента та його адміністрації впала до критично низького рівня. Гіперінфляція 1982—1985 років стала четвертою за величиною з тих, що будь-коли були зафіксовані у світі.

## Перегляд ідеології (1985-89)
1985 року Конгрес був змушений піти на дострокові вибори, мотивуючи це тим, що Сілеса було обрано п'ять років тому (1980). Після розриву з РНР Пас пішов на вибори самостійно. Він посів третє місце, а президентом було обрано Віктора Естенсоро (1985—1989). У період правління останнього ЛРР переглянув свою ідеологію, відмовившись від марксистського світогляду та боротьби класів. Через такий крок з партії пішли деякі її члени, проте ЛРР збільшив свій електорат, а всередині партії припинились суперечки.

## Вибори 1989
Пас іще раз балотувався на пост президента у травні 1989 року. Він фінішував третім, хоч і не сильно відстав за кількістю голосів від своїх суперників, Гонсало Санчеса й колишнього диктатора Гуго Бансера. Оскільки жоден з кандидатів не набрав 50 % голосів, Конгрес почав процедуру обрання наступного президента країни. Пас присягнув, що ніколи не буде співпрацювати з Бансером, який у 1970-их роках вигнав його з країни. Втім, коли Бансер мав намір об'єднати зусилля з фаворитом пергонів Санчесом де Лосадою, Пас відмовився від своїх принципів та об'єднався з колишнім диктатором. 5 серпня 1989 року Пас був проголошений президентом завдяки підтримці генерала Гуго Бансера. Такий крок не мав однозначної оцінки в суспільстві: коли об'єднались колишні вороги, забувши про суперечки, одна частина населення сприйняла це із захопленням, інша різко засудила.

## Президент (1989—1993)
Адміністрація Хайме Паса була доволі успішною. Під впливом нового союзу з Бансером (а можливо через зміну ідеології партії), він не намагався здійснити грандіозні перетворення в країні. Виступав проти повного викорінення вирощування листя коки, що було запропоновано адміністрацією американського президента Джорджа Буша (старшого) в рамках так званої війни з наркотиками. Наполягав на медичному та промисловому використанні коки, проте в цьому напрямку значних результатів не було. Його передвиборчі заяви щодо відкочування неоліберальної політики свого попередника Паса Естенсоро насправді реалізовані не були. Піком діяльності президента Самори став вихід національної збірної з футболу до фінальної частини Кубку Світу, що сталось за дієвої підтримки його адміністрації. Відбулись значні покращення в системі освіти й охорони здоров'я. З іншого боку, на адресу уряду постійно звучали звинувачення в корупції, що зрештою призвело до арешту його головного помічника та співзасновника ЛРР Оскара Ейда за причетність до торгівлі наркотиками. Останній провів в ув'язненні чотири роки.
У зовнішній політиці Пас успішно проводив перемовини з Перу щодо використання одного з північних портів в інтересах Болівії, хоча значної вигоди країні це не принесло, оскільки територіально Болівія виходу до моря не має.

## Після виходу з влади
1993 року Бансер здобув перемогу на президентських виборах, проте Конгрес обрав новим президентом Санчеса де Лосаду. Пас брав участь у виборах 1997 року, фінішувавши третім. Ще одну спробу він здійснив 2001, але програв, зайнявши лише четверте місце.